# Gran Premio Città di Camaiore 1983
Il Gran Premio Città di Camaiore 1983, trentaquattresima edizione della corsa, si svolse il 25 giugno 1983 su un percorso di 263,5 km; la corsa fu valida anche come campionato nazionale italiano in linea (settantatreesima edizione). La vittoria fu appannaggio di Moreno Argentin, che completò il percorso in 6h21'58", precedendo Giovanni Battaglin e Alessandro Paganessi.

## Ordine d'arrivo (Top 10)
| Pos. | Corridore                | Squadra                   | Tempo    |
| ---- | ------------------------ | ------------------------- | -------- |
| 1    | Moreno Argentin          | Sammontana-Campagnolo     | 6h21'58" |
| 2    | Giovanni Battaglin       | Inoxpran-Lumenflon        | s.t.     |
| 3    | Alessandro Paganessi     | Bianchi-Piaggio           | s.t.     |
| 4    | Fiorenzo Aliverti        | Alfa Lum-Olmo             | a 1'06"  |
| 5    | Bruno Leali              | Inoxpran-Lumenflon        | s.t.     |
| 6    | Gianbattista Baronchelli | Sammontana-Campagnolo     | s.t.     |
| 7    | Marco Groppo             | Metauro Mobili-Pinarello  | s.t.     |
| 8    | Emanuele Bombini         | Malvor-Bottecchia         | s.t.     |
| 9    | Franco Chioccioli        | Vivi-Benotto-Selle Italia | s.t.     |
| 10   | Francesco Moser          | Gis Gelati-Campagnolo     | s.t.     |